# Романчук, Николай Павлович
Никола́й Па́влович Романчу́к (укр. Микола Павлович Романчук; род. 18 апреля 1957, село Новоукраинка) — украинский политический деятель, предприниматель, Герой Украины (2007). Председатель Николаевской областной государственной администрации в марте — июле 2014 года. 28 июля 2014 года назначен вице-губернатором области (заместителем Вадима Мерикова). В 2016 году после получения взятки в 100 тыс. долларов США был задержан, и у него была найдена «чёрная бухгалтерия».

## Биография
Родился 18 апреля 1957 года в селе Новоукраинка Березнеговатского района Николаевской области. После окончания Николаевского судостроительного техникума в 1976 году начал работать сборщиком-достройщиком планово-диспетчерского отдела на судостроительном заводе «Океан». В 1985 году окончил Николаевский кораблестроительный институт по специальности «инженер-кораблестроитель».
В 30 лет Романчук возглавил один из крупнейших цехов завода «Океан». В 1996 году назначен директором и в этом же году председателем правления — президентом ОАО «Судостроительный завод „Океан“». В сентябре 2000 года завод стал частью голландского холдинга «Дамен Шипярдс Групп», и в 2001 году Романчук назначен генеральным директором — председателем правления ОАО «Дамен Шипярдс Океан».
В 2004 году защитил диссертацию «Управление проектами реструктуризации судостроительных предприятий», став кандидатом технических наук.
В июле 2014 года стал участником скандала после заявления экс-вице-президента Waden Yards Анны Эткин, компании, в которую входил завод «Океан», о причастности Николя Романчука к незаконному выведению заводских активов. 

### Политическая карьера
C 2006 по 2010 год был депутатом Николаевского областного совета от «Нашей Украины». В 2012 году баллотировался в Верховную раду Украины от партии «Батькивщина» (№ 153 в избирательном списке), но в парламент не прошёл.
Со 2 марта по 28 июля 2014 года был председателем Николаевской областной государственной администрации. Являлся сторонником повышения арендной платы для Николаевского глиноземного завода (НГЗ), принадлежащего российскому «Русалу», за пользование Днепро-Бугским портом с 11 млн гривен и пересмотра договора, по которому эта плата шла не городу, а в центральный аппарат ФГИ. Он просил судебные органы приостановить попытку НГЗ выкупить землю под причалами через согласование в местном совете.

## Уголовное преследование
3 июня 2016 года был задержан СБУ с поличным за получение взятки на сумму 90 тыс. долларов США. В тот же день Николай Романчук отстранён от должности первого заместителя председателя Николаевской областной государственной администрации. 4 июня в доме Романчука прошёл обыск. Военный прокурор Украины Анатолий Матиос заявил: «Обнаружен чемодан, в котором находятся наличные средства на сумму в несколько сотен тысяч долларов США, золотые украшения и фашистские кресты». Впоследствии пресс-служба СБУ добавила, что, кроме найденного у Романчука чемодана с 300 тысячами долларов США и большим количеством ювелирных изделий, под его домом была обнаружена сеть тоннелей, содержавших сейфы с золотыми слитками, старинными иконами. В подземелье обнаружены также документы «чёрной бухгалтерии», в которых вёлся учёт коррупционных сделок.
7 июня 2016 года Николай Романчук госпитализирован в городскую больницу Одессы - из зала Приморского районного суда подозреваемого забрала "скорая помощь". По словам медиков, состояние Романчука требовало немедленной госпитализации и лечения в стационаре, так как у него очень высокое давление. Судья принял решение о перерыве на неопределенный срок, до выздоровления. подсудимого. В тот же день Николай Романчук исчез из больницы, в которую его отправили из зала суда.
Однако 8 июня 2016 года Николай Романчук явился на заседание суда в Одессу. В тот же день Приморский районный суд Одессы удовлетворил ходатайство прокуратуры и избрал меру пресечения в виде содержания под стражей на 60 суток для Романчука, а также установил залог в размере 5,5 млн гривен. 22 июня 2016 года Военная прокуратура южного региона заявила о внесении за Николая Романчука залога в размере 5,5 млн гривен (залог внёс его родной сын). Суд не смог избрать меру пресечения для задержанного Романчука так как он сказал, что плохо себя чувствует и ему вызвали скорую помощь и Николай Павлович Романчук оказался на свободе, наказания не понёс.

## Награды и звания
- Заслуженный работник промышленности Украины (2001)
- «Почётный гражданин города Николаева» в номинации «Судостроение» (2003)
- Награждён орденом «За заслуги» III степени (2005)
- Герой Украины (2007) — «за выдающиеся личные заслуги перед Украинским государством в развитии отечественного судостроения, внедрение современных технологий производства, многолетний плодотворный труд и общественно-политическую деятельность»
- Член-корреспондент Академии инженерных наук, член ассоциации судостроителей Украины